# Сан-Пьетро-ди-Фелетто
Сан-Пьетро-ди-Фелетто (итал. San Pietro di Feletto) — коммуна в Италии, располагается в провинции Тревизо области Венеция.
Население составляет 4878 человек, плотность населения составляет 257 чел./км². Занимает площадь 19 км². Почтовый индекс — 31020. Телефонный код — 0438.
Покровителем коммуны почитается святой апостол Пётр, празднование 29 июня.